# Lojanice
Lojanice (Servisch: Лојанице) is een plaats in de Servische gemeente Vladimirci. De plaats telt 641 inwoners (2002).